# مفتاح الشهود في مظاهر الوجود
مفتاح الشهود في مظاهر الوجود  من أبرز مؤلفات تأليف الشيخ أحمد العلوي يحتوي هذا الكتاب على ثلاثة رسائل و 24 مبحثا وألف هذا الكتاب عام 1903 م

## محتوى الكتاب
تطرق الكاتب لثلاث رسائل وهي
- مفتاح الشهود في مظاهر الوجود.
- منهاج التصوف من كتاب الرسالة العلوية.
- مظهر البينات في التمهيد بالمقدمات.

مفتاح الشهود في مظاهر الوجود يجود علينا هنا أحمد العلوي بمشاهداته في الفلك و الهيئة- فالعبرة هنا بالمثال و الإشارة. فلم يتركه حال التفكر في الأجرام السموية حتى أذن له شيخه بكتابتها - فكتاب مفتاح الشهود في مظاهر الوجود هو النتيجة. و كان هذا سنة 1903، يتحدث مثلا عن الأرض و دورانها، عن الكواكب و المناخ و أشياء أخرى.
يقول عن الرتق و الفتتق تقدم ما يدل على أن الموجودات قبل تشتتها كانت في جوهرة بيضاء، و لما وقع عليها التجلي الأول، انفصل البعض عن الكل، تعددت الأجرام و انتشرت على صفحات الوجود حسب تقدير العزيز العليم. حتى لو فرضنا من ينتقل من الأرض إلى جرم القمر لا يجد ما يوافقه في طبعه، فالمحل محل عذاب بالنسبة لنا، و في الغالب تنعدم بنيته لكون مقابلة القمر للشمس ليست على مقابلة الأرض لها لعدم دوران القمر في نفسه.
يستند الشيخ العلوي بالقرآن و الأحاديث طبعا، و أيضاً بروح البيان في تفسير القرآن للبروسوي و كتابات ابن عربي. منهاج التصوف من كتاب الرسالة العلوية أرجوزة جد قيمة وسلسة في الأداب في الطريق. مظهر البينات في التمهيد بالمقدمات هنا يجيب الشيخ عن بعض تساؤلات مريد فرنسي حول التدبير المجتمعي و نتيجة وجود أو انعدام التشريع الإلاهي في ذاك نظام 